# Angeline Murimirwa
Angeline Murimirwa (nacida Mugwendere) (1980) es una feminista zimbabuense, directora ejecutiva de la organización sin ánimo de lucro Camfed (Campaña para la Educación Femenina) en África. La BBC la incluyó en la lista de las 100 Mujeres (BBC) más influyentes de 2017.

## Trayectoria
Murimirwa creció en Denhere, en una zona rural de Zimbabue. En la década de 1990, fue una de las primeras niñas en recibir una beca de Camfed durante la educación secundaria. La beca incluía dinero para su educación y para uniforme, zapatos y equipo escolar. Camfed es la organización benéfica de Ann Cotton, que conoció a Murimirwa en Zimbabue, que se dedica a facilitar la asistencia a la escuela a niñas que de otro modo no podrían acceder a la educación como consecuencia de la pobreza. Desde 2014, Camfed ha proporcionado apoyo financiero y educativo a más de tres millones de niñas.
Antes de su nombramiento como directora ejecutiva para África, Murimirwa trabajó como directora ejecutiva regional de Camfed en África meridional y oriental. En 1998, recibió ayuda para crear la Red de Alumnas de Camfed (CAMA), que comenzó con unos pocos cientos de mujeres. En 2012, la CAMA contaba con 17.000 miembros en cinco países africanos. La red llegó a los 100.000 miembros en 2017. En 2005, Murimirwa aisistió a un foro de la ONG Global Exchange y en 2006 recibió el premio Women's Creativity in Rural Life de la Women's World Summit Foundation.
Murimirwa aparece en el libro de 2009 Half the Sky de los novelistas ganadores del Premio Pulitzer Sheryl WuDunn y Nicholas Kristof. En 2014, mantuvo una conversación con Michelle Obama durante la celebración de un evento. En 2016, Murimirwa asistió a un evento de Camfed en el que Julia Gillard, ex primera ministra de Australia, se convirtió en patrocinadora de la organización. Durante el acontecimiento, Murimirwa declaró que las soluciones adaptadas a las necesidades locales, respetuosas con el contexto y basadas en los recursos locales, eran la clave del éxito de la organización para la que trabajaba. En 2017, la Clara Lionel Foundation le otorgó el Diamond Ball Honors Award 2017. En el evento, habló sobre su transición personal desde la pobreza hasta su papel actual en Camfed y dedicó el premio a las 100.000 mujeres del programa de alumnas de Camfed. Al evento asistieron celebridades como Dave Chappelle, Rihanna, Kendrick Lamar, y Calvin Harris. En 2018, durante una visita a Zambia, el Príncipe Harry se reunió con Murimirwa.